# Aurora Pleșca
Aurora Pleșca z domu Darko (ur. 2 września 1963 w Timișoarze) – rumuńska wioślarka, srebrna medalistka olimpijska i brązowa medalistka mistrzostw świata.

## Kariera
Wystąpiła na igrzyskach olimpijskich w Los Angeles w 1984, gdzie osada Rumunii w składzie: Doina Șnep-Bălan, Mărioara Trașcă, Aurora Pleșca, Aneta Mihaly, Adriana Bazon, Mihaela Armășescu, Camelia Diaconescu, Lucia Sauca i Viorica Ioja zdobyła srebrny medal w ósemkach. W finale o 1,07 sekundy przegrały z osadą USA, a o 2,05 sekundy wyprzedziły Holenderki. Był to jej jedyny start olimpijski.
Zdobyła także srebrny medal w czwórkach ze sternikiem na mistrzostwach świata w Lucernie (1982). Była również piąta w ósemkach na mistrzostwach świata w Duisburgu (1983). 